# 比利亞瑪麗亞德特里溫福區
12°09′29″S 76°55′46″W / 12.15806°S 76.92944°W

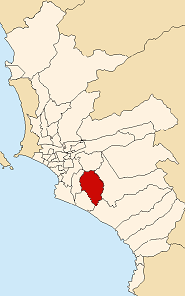

比利亞瑪麗亞德特里溫福區（西班牙語：Distrito de Villa María del Triunfo），是秘魯的一個區，位於該國西部利馬大區的利馬省，始建於1961年12月28日，面積70.57平方公里，海拔高度158米，2005年人口335,761，人口密度每平方公里5,000人。